# Santuario Chōkaisan Ōmonoimi
El santuario Chōkaisan Ōmonoimi (japonés: 鳥海山大物忌神社), también conocido como Chokaisan Ōmonoimi-jinja, es un santuario sintoísta japonés erigido en el monte Chōkai en la prefectura de Yamagata. El santuario tiene tres partes en diferentes puntos de la montaña: Fukura-kuchinomiya y Warabioka-kuchinomiya al pie de la montaña y de más fácil acceso para los visitantes, y el santuario principal –conocido como Sanchō-Gohonsha– en la cima de la montaña. El Santuario es un sitio histórico nacional.
Está dedicado principalmente a Omonoimi no Kami, el kami único del santuario, pero también rinde culto a Toyoukebime y Tsukuyomi-no-Mikoto. Se considera que Omonoimi no Kami posiblemente se trate de la misma deidad que Toyouke-hime, a quien también se adora en el subsantuario de Warabioka. Omonoimi no Kami se asocia principalmente con el crecimiento industrial y también está consagrado en otros lugares de la región de Tōhoku, incluido el templo Chōkai gassan ryōsho-gu.
El santuario rinde culto directamente a la montaña como kannabi. Esta es una práctica poco común y los únicos santuarios importantes que continúan la práctica del culto directo a la montaña a través del kannabi son el Santuario Ōmiwa, el Santuario Suwa-taisha y Kanasana.
El santuario es el ichinomiya de la provincia de Dewa, el santuario de primer rango de misma. Está cerca de las Tres Montañas de Dewa, que también son lugares destacados de culto a las montañas.

## Historia
La montaña ha sido adorada desde la antigüedad, y su dios Omonoimi no Kami ha sido identificado con la propia montaña. Las tradiciones varían sobre la fundación del santuario principal; algunas fuentes dicen que fue fundado durante el reinado del emperador Keikō y otras afirman que fue durante el reinado del emperador Kinmei. Que el santuario principal haya sido destruido en varias ocasiones implica que es difícil encontrar evidencia arqueológica. Sin embargo, se sabe que los dos santuarios al pie de la montaña fueron fundados en 564 durante el reinado del emperador Kinmei.
Las primeras menciones del santuario incluyen el Engishiki Jinmyocho, donde aparece como un Myojin Taisha, un santuario de muy alto rango. También fue nombrado en el Nihon Sandai Jitsuroku, donde un oráculo predijo la derrota del Ejército Imperial en 878 y 879.
En la historia, cada vez que el volcán entraba en erupción, el rango de Omonoimi no Kami aumentaba. Esto significó que se entregaron más tierras al santuario y se volvió más rico y poderoso. Las erupciones fueron interpretadas como la ira de la deidad. Una vez se dijo que un cadáver fue desechado de forma indebida cerca de la montaña. En ese momento se produjo una erupción masiva y agua oscura y fangosa fluyó por los ríos que estaban represados por peces muertos. Se sabe que Omonoimi no Kami recibió el rango de Shōichii durante el reinado del emperador Yōmei.
El santuario ha sido un lugar destacado de shugendo desde la Edad Media. Un mito budista medieval del templo dice que fue fundado por el monje budista En no Gyōja para "Chokai Daigongen". Este mito está más asociado con Warabioka. Otros mitos involucran a otros monjes budistas como Ennin o Kūkai.
El santuario fue objeto de una batalla legal después de la Segunda Guerra Mundial porque no se sabía quién era el propietario de la cumbre con el fin del sintoísmo estatal; en 1966, la disputa todavía estaba en curso. En 2008, la zona comprendida entre la cumbre y Kuchinomiya se convirtió en Sitio Histórico Nacional.

## Festivales
El santuario tiene un festival cada año el 14 de julio llamado Hi-awase shinji (火合せ神事). Durante el festival, en toda la prefectura de Yamagata se encienden hogueras simultáneamente en este santuario y en otros templos dedicados a Omonoimi, incluido uno en Sakata para celebrar la buena cosecha y la buena pesca.

## Sancho-Gohonsha
Sanchō-Gohonsha es el santuario principal y está ubicado en la cima del monte Chokai. Desde fuera parece una cabaña normal.  El santuario se reconstruye cada 20 años y fue reconstruido en 1997.

Santuario principal de Sancho-Gohonsha
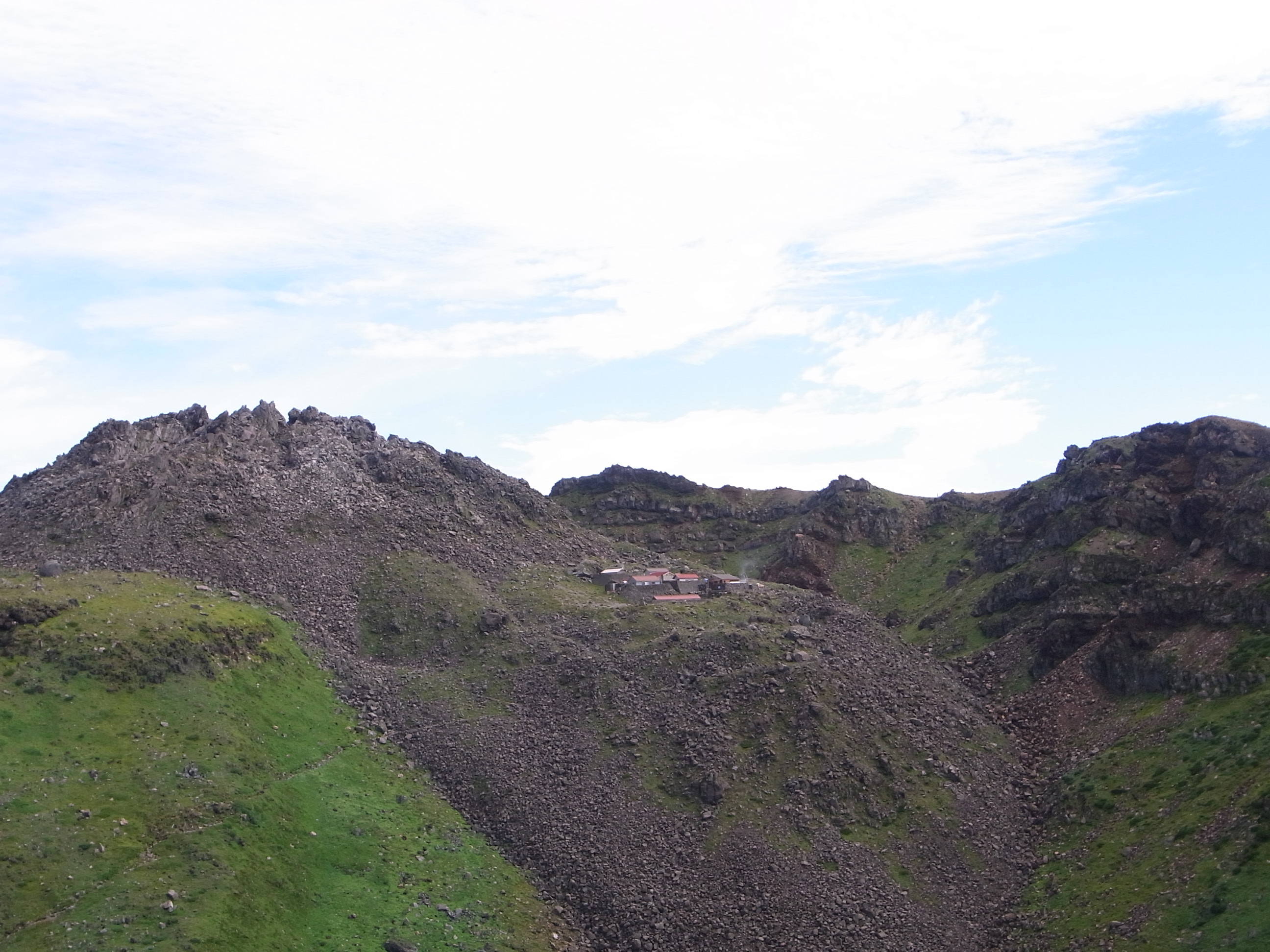
Vista lejana que muestra la escala de la montaña.
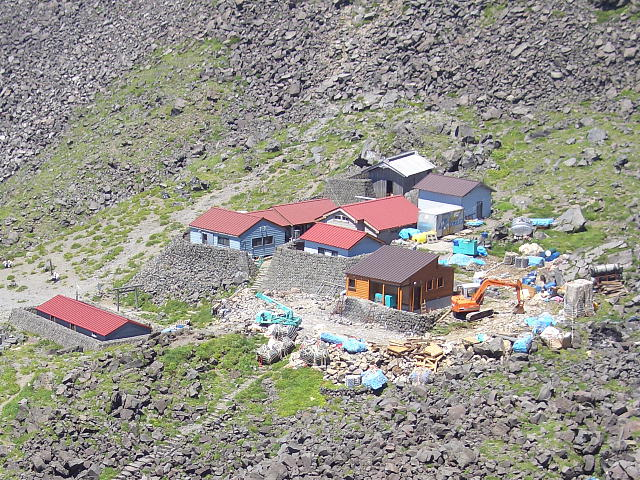
Vista aérea del complejo del santuario
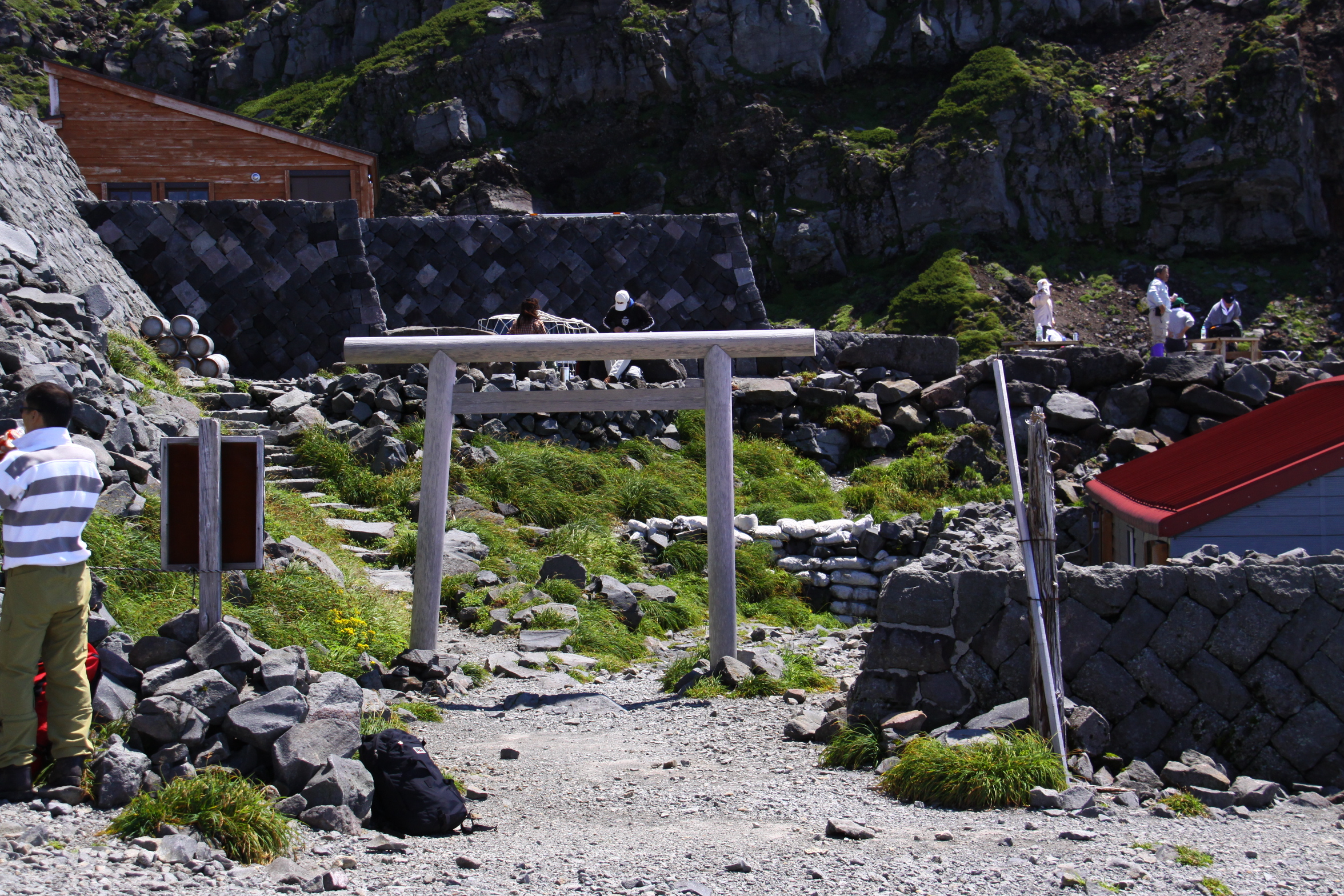
Torii
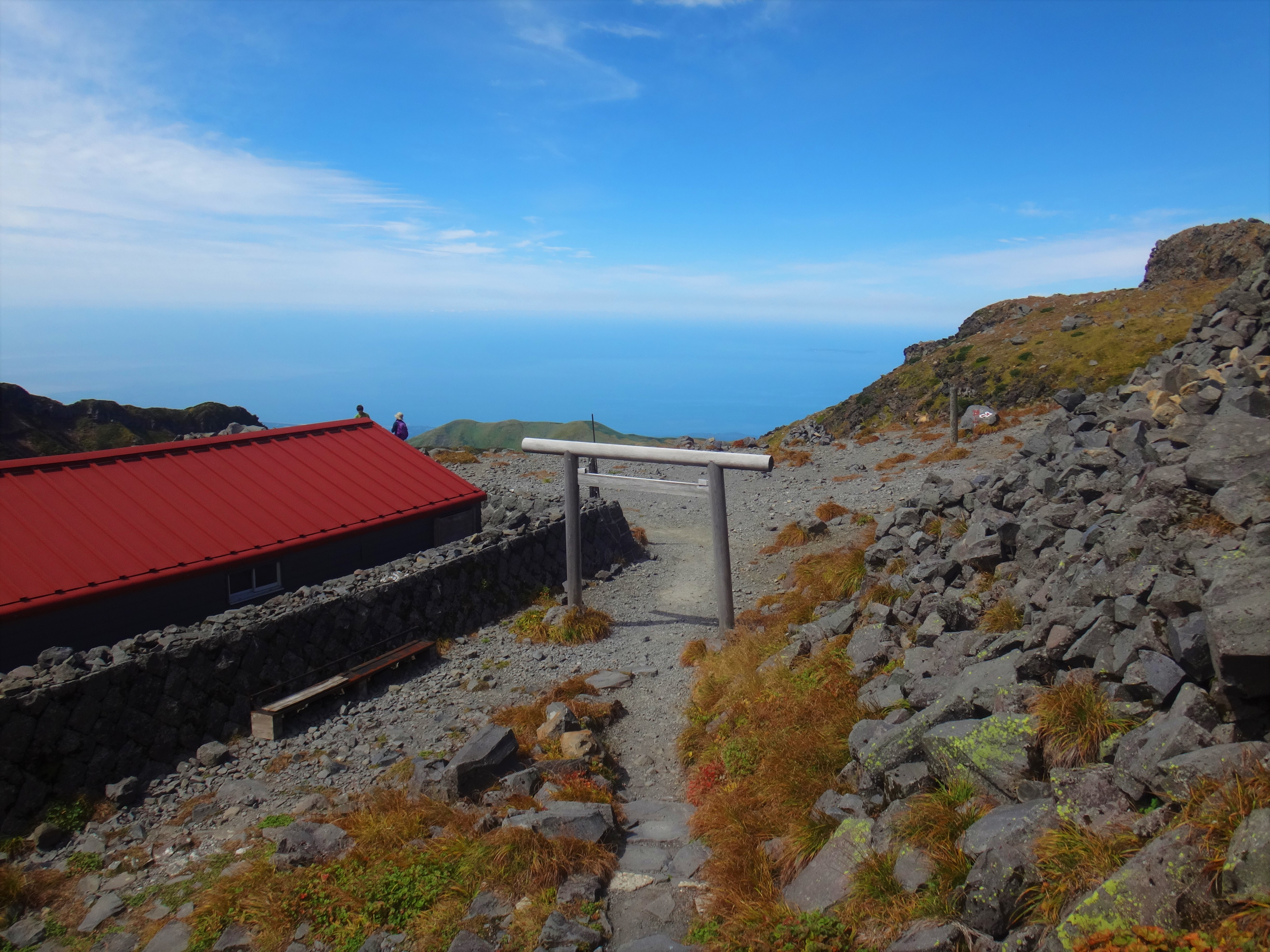
Torii desde atrás
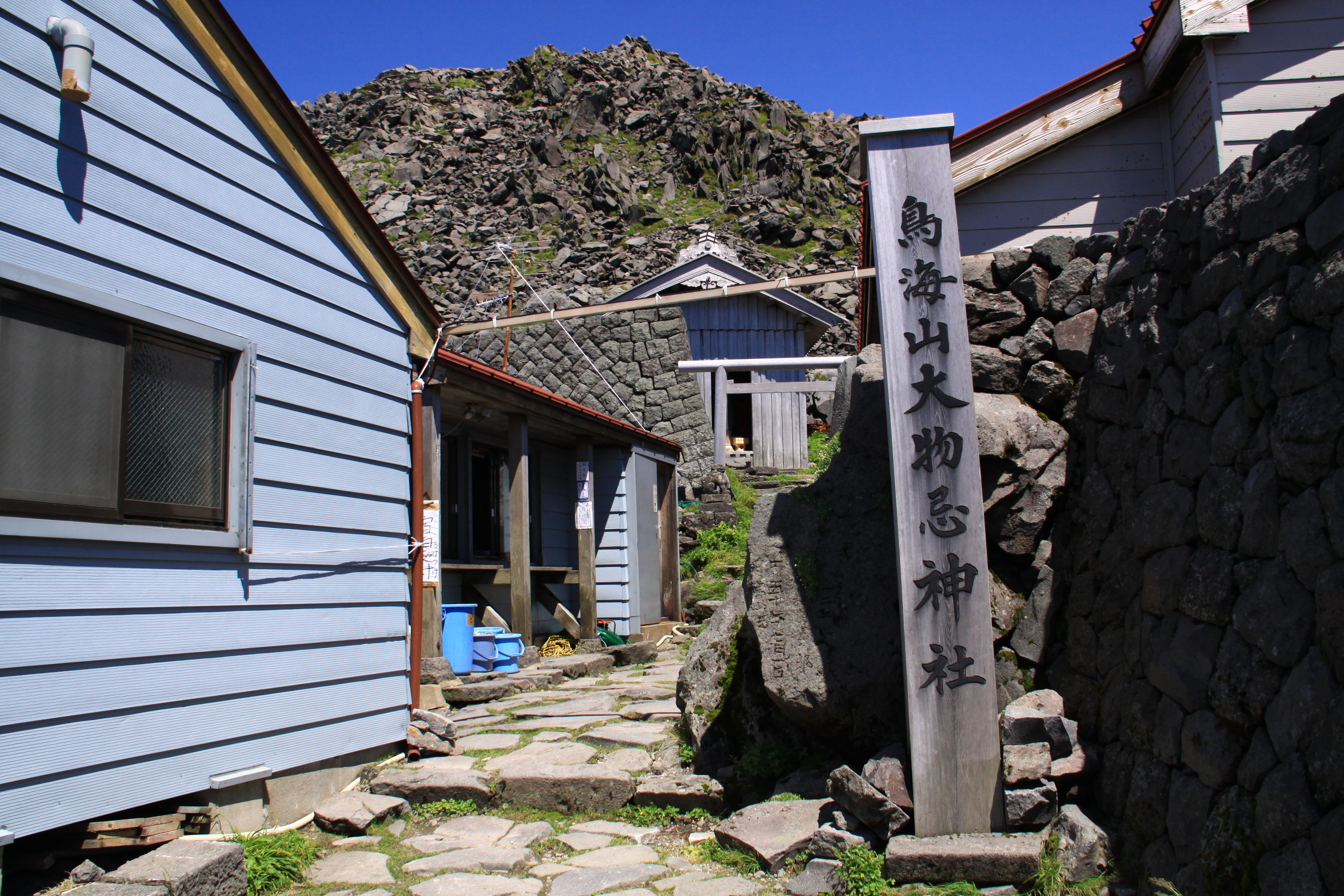
Acercándose al Honden
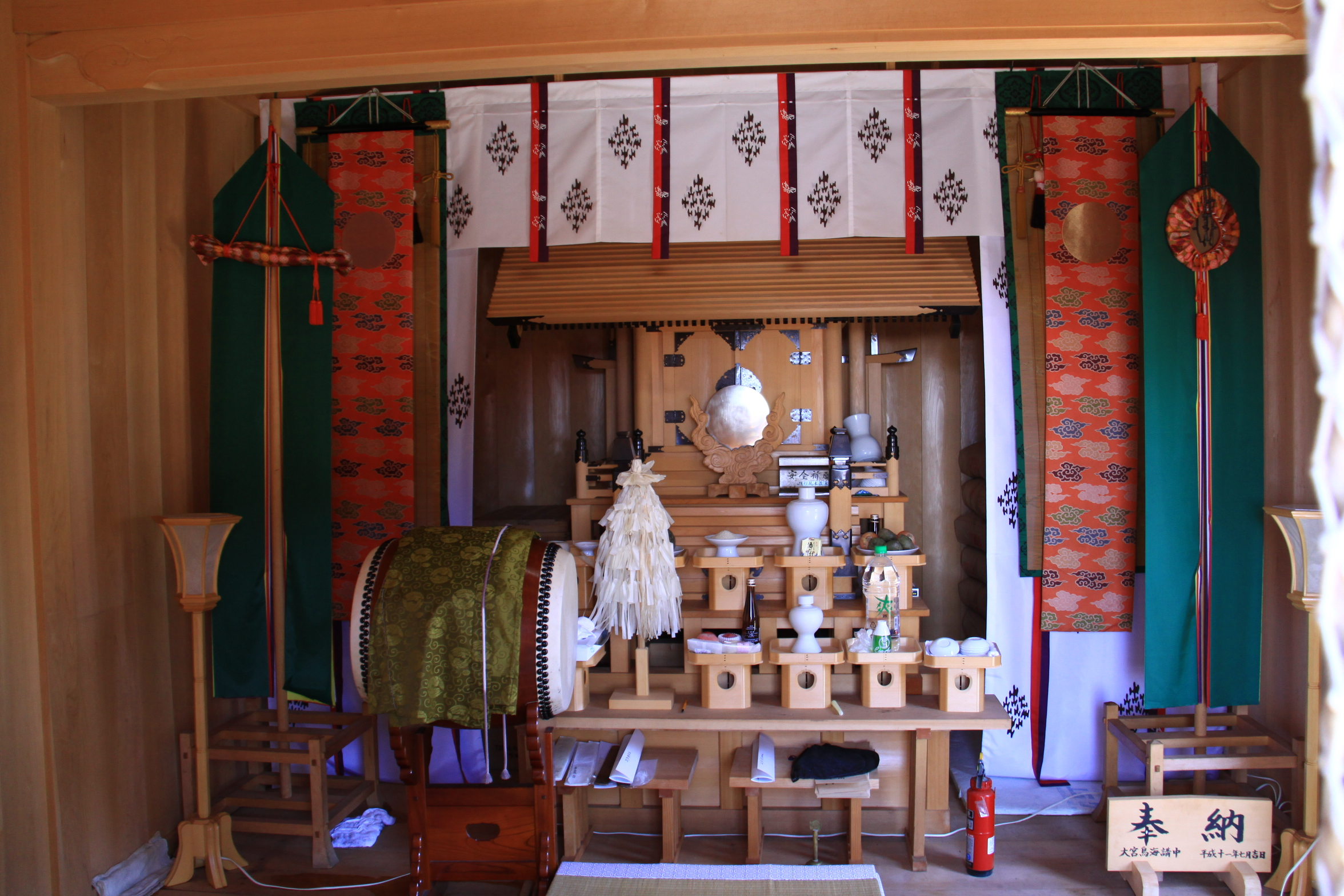
Santuario principal en la cima de la montaña Honden

## Fukura-kuchinomiya
Fukura-kuchinomiya es un subsantuario ubicado al pie de la montaña. Se encuentra a 15 km al oeste del santuario principal y 10 km al noroeste de Warabioka-kuchinomiya. La tradición local dice que el santuario fue fundado por Ennin. El Honden está situado en una colina y está orientado al sur. Está dedicado a Tsukuyomi-no-Mikoto. Un lago llamado Maruikesama es venerado cerca como un Kannabi. Se considera que el lago es en sí mismo un Kami, y no simplemente un ser que vive en él.

Santuario de Fukura-kuchinomiya
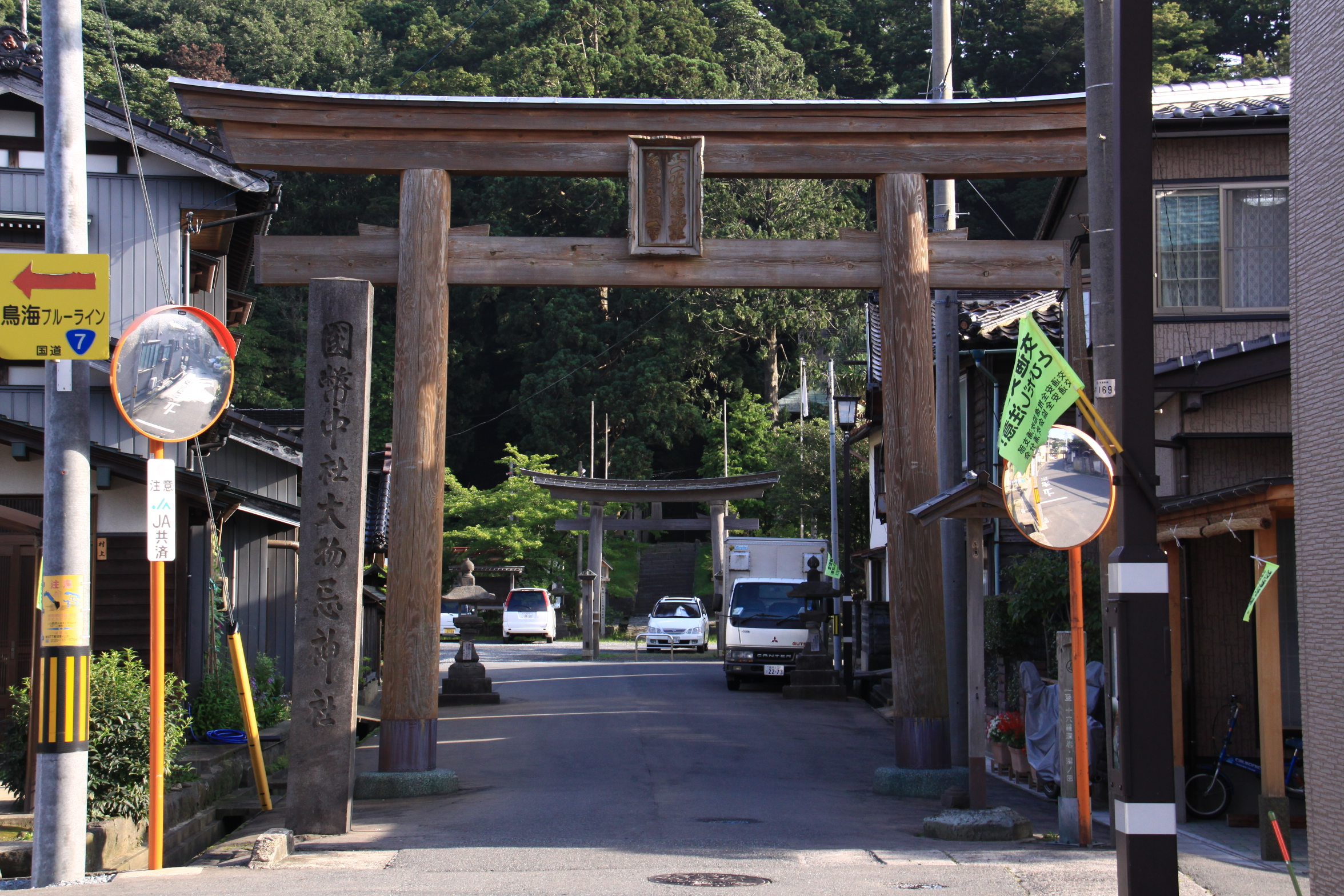
Entrada Torii
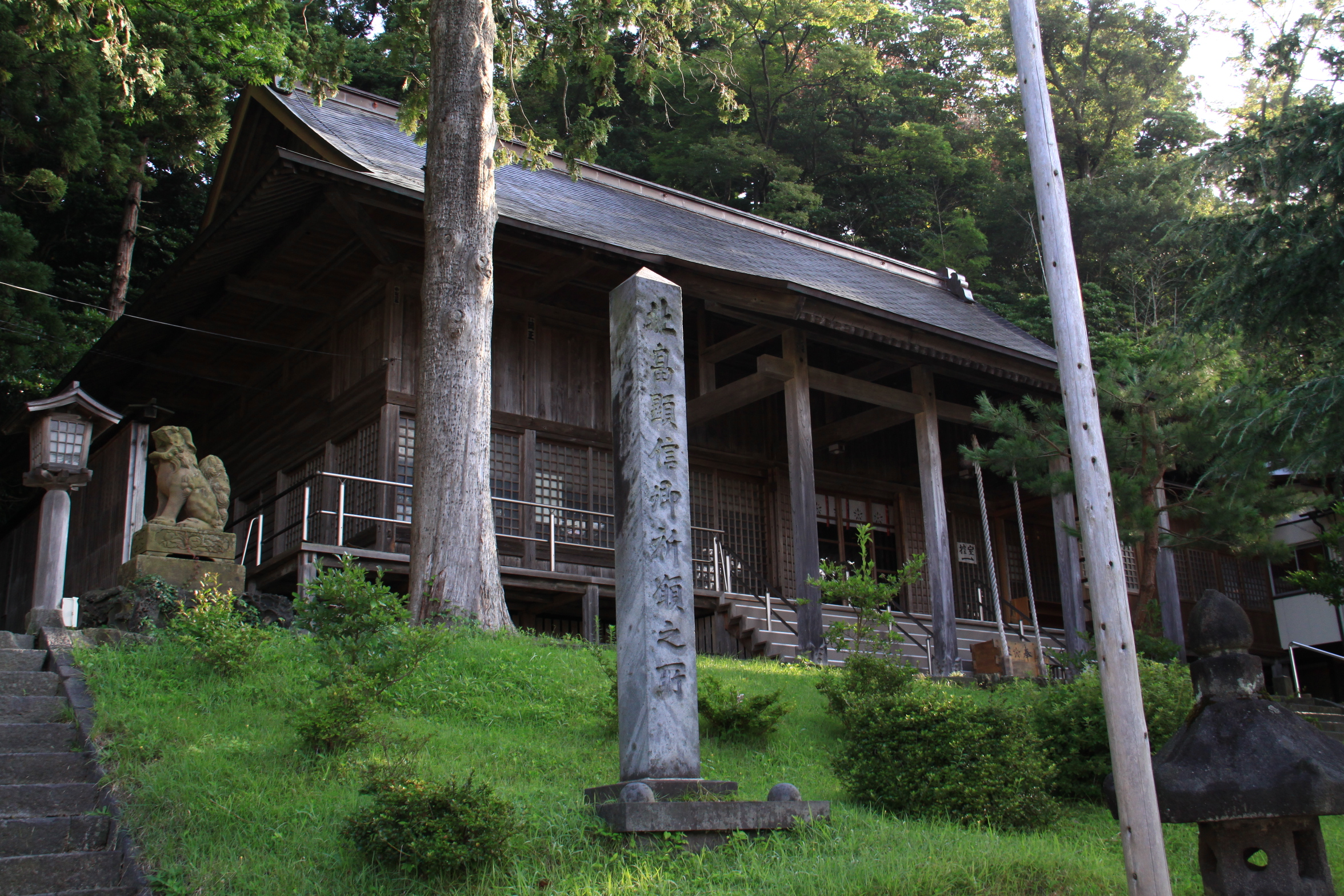
Haiden
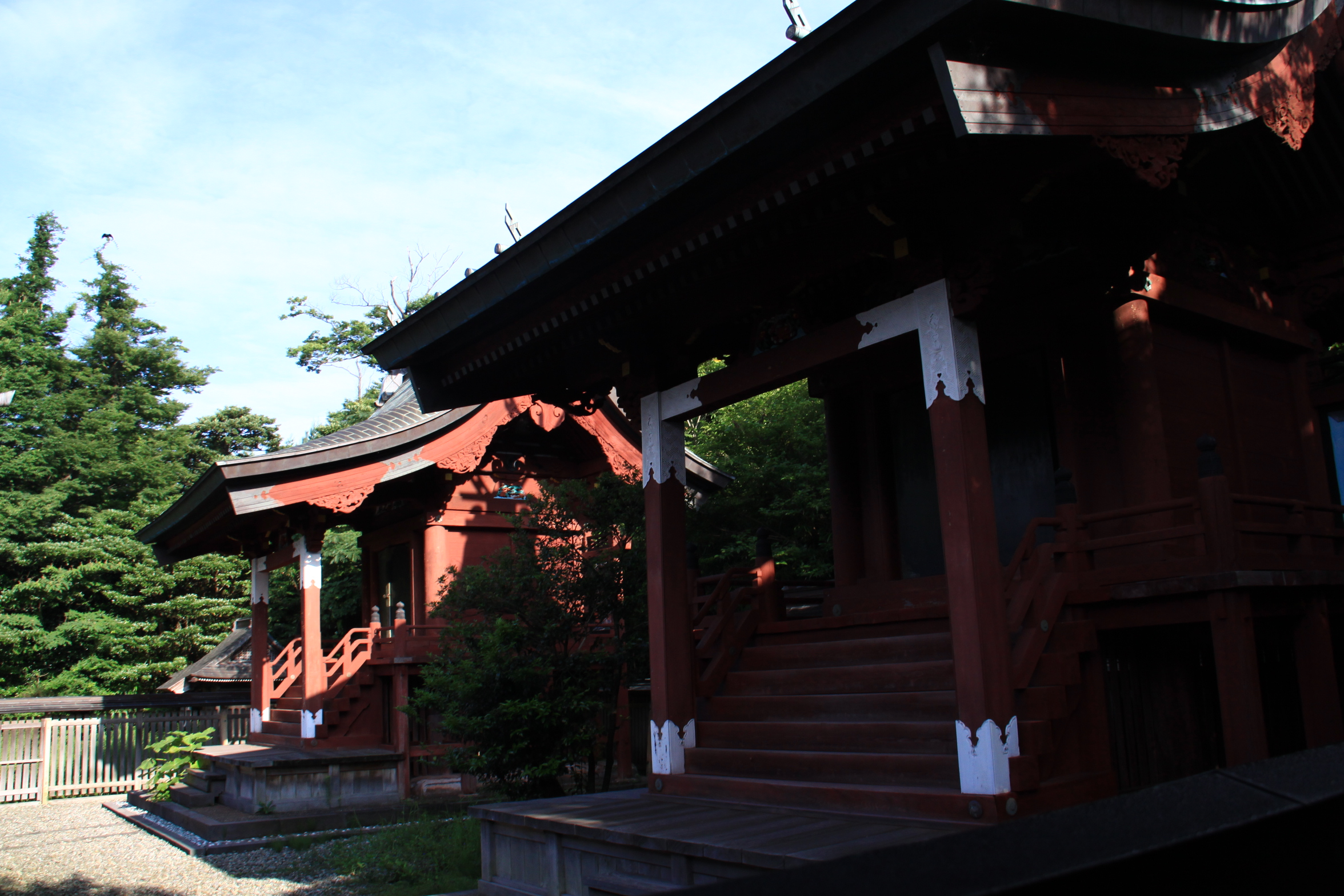
Honden
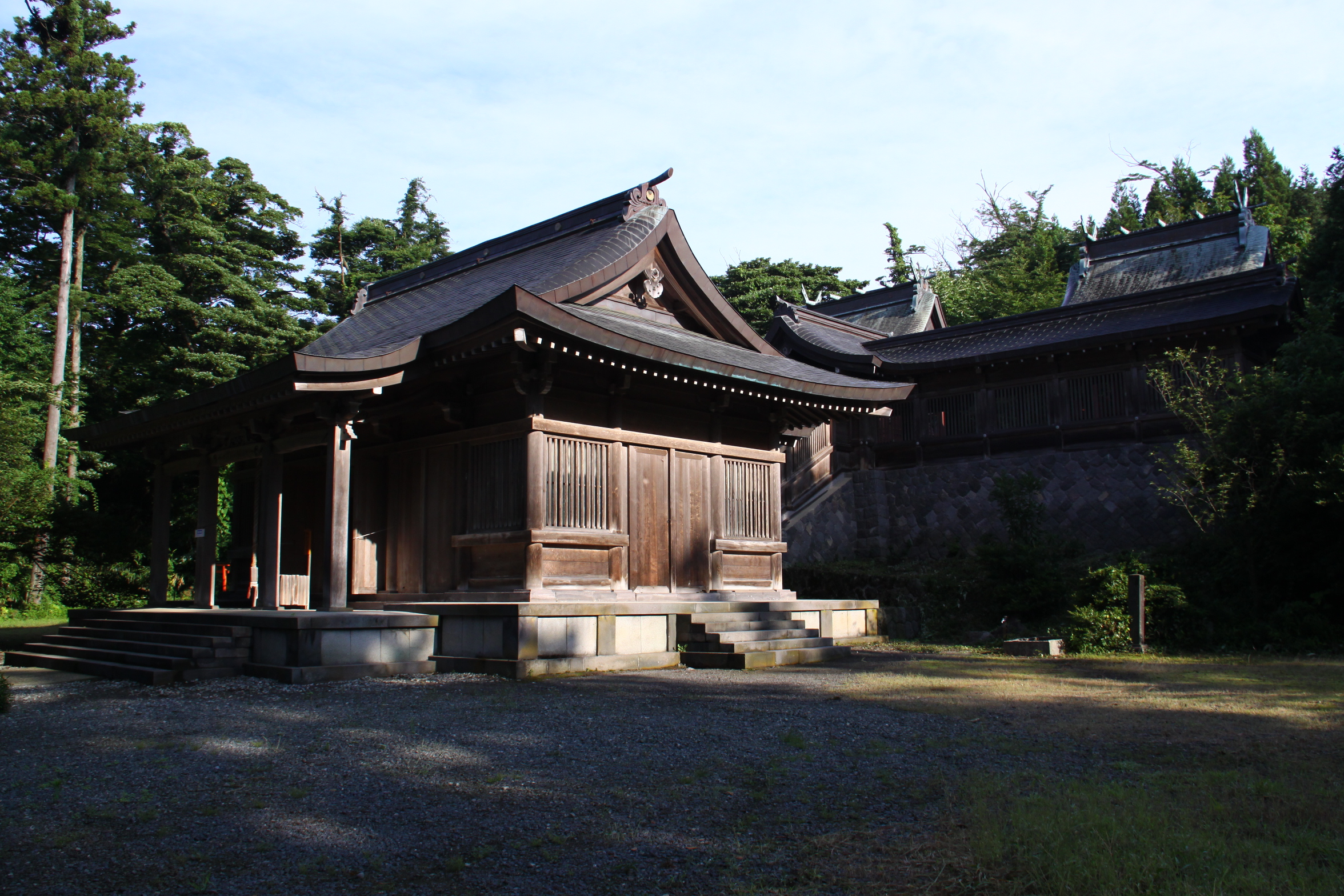
Honden desde un ángulo diferente

## Warabioka-kuchinomiya
Warabioka-kuchinomiya es un subsantuario ubicado al pie de la montaña. Se encuentra a 10 km al sureste de Fukura-kuchinomiya, y 14 km al suroeste de Sancho-Gohonsha. El santuario adora a las deidades agrícolas Toyoke-Ookami y Ukanomitama no Mikoto.
Se dice en la tradición local que el legendario monje budista En no Gyōja fundó el santuario. Tiene cuatro pequeños Hokora o subsantuarios propios. Alberga un festival anual, celebrado el 3 de mayo, llamado Daimonbei Matsuri, y posee tres puertas torii, donde se filmó la película Rurouni Kenshin: La leyenda termina.

Santuario de Warabioka-kuchinomiya
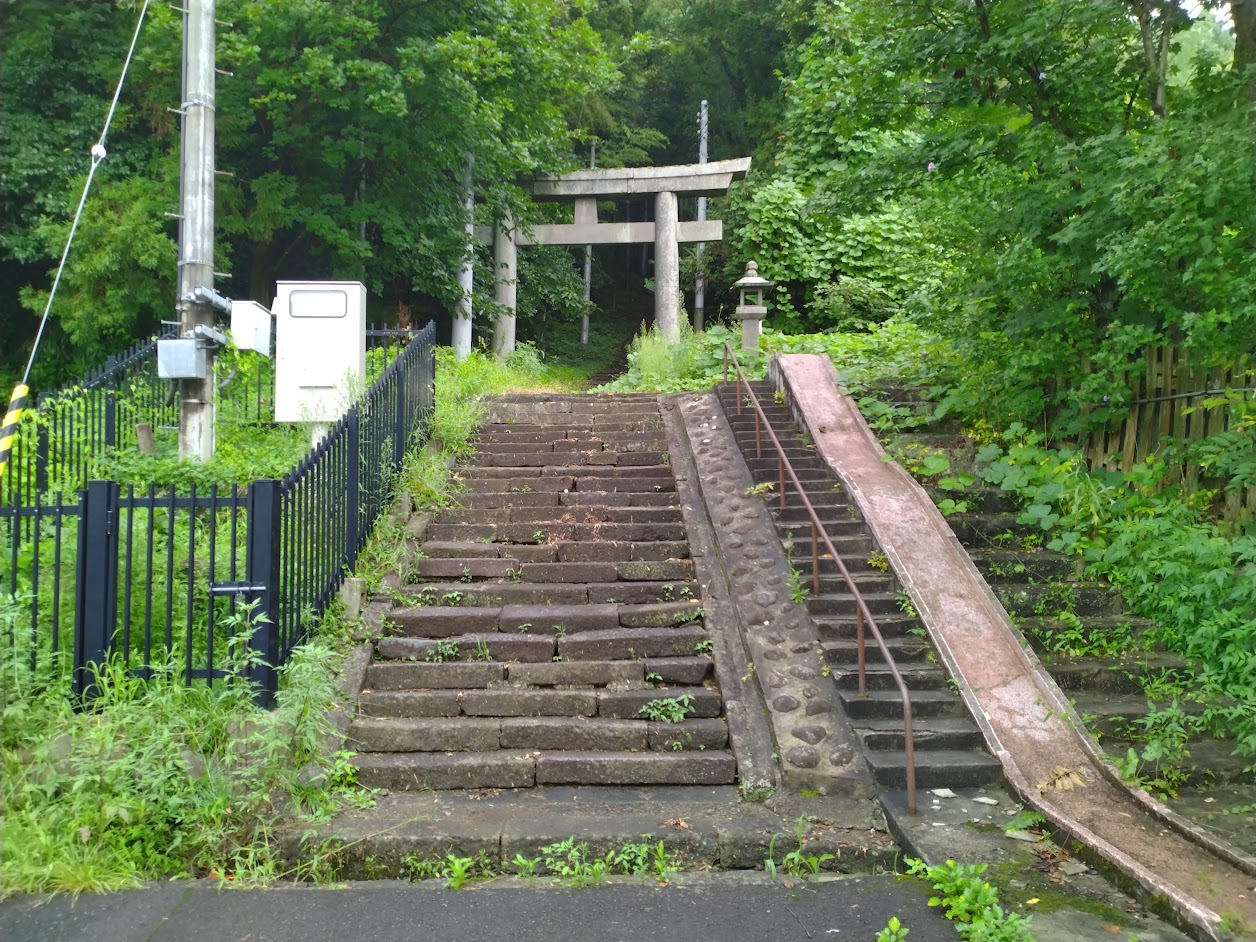
Primer Torii
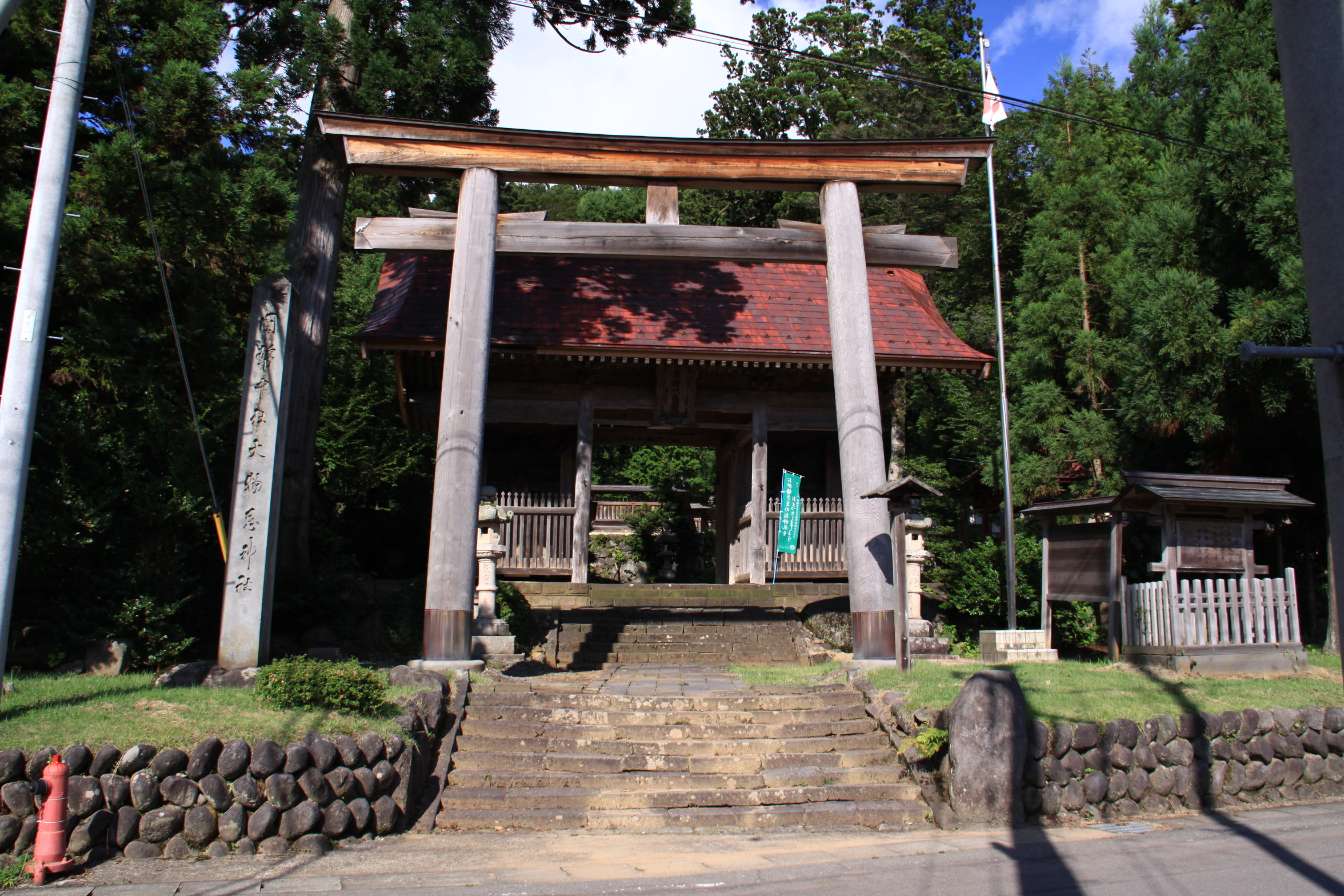
Segundo Torii
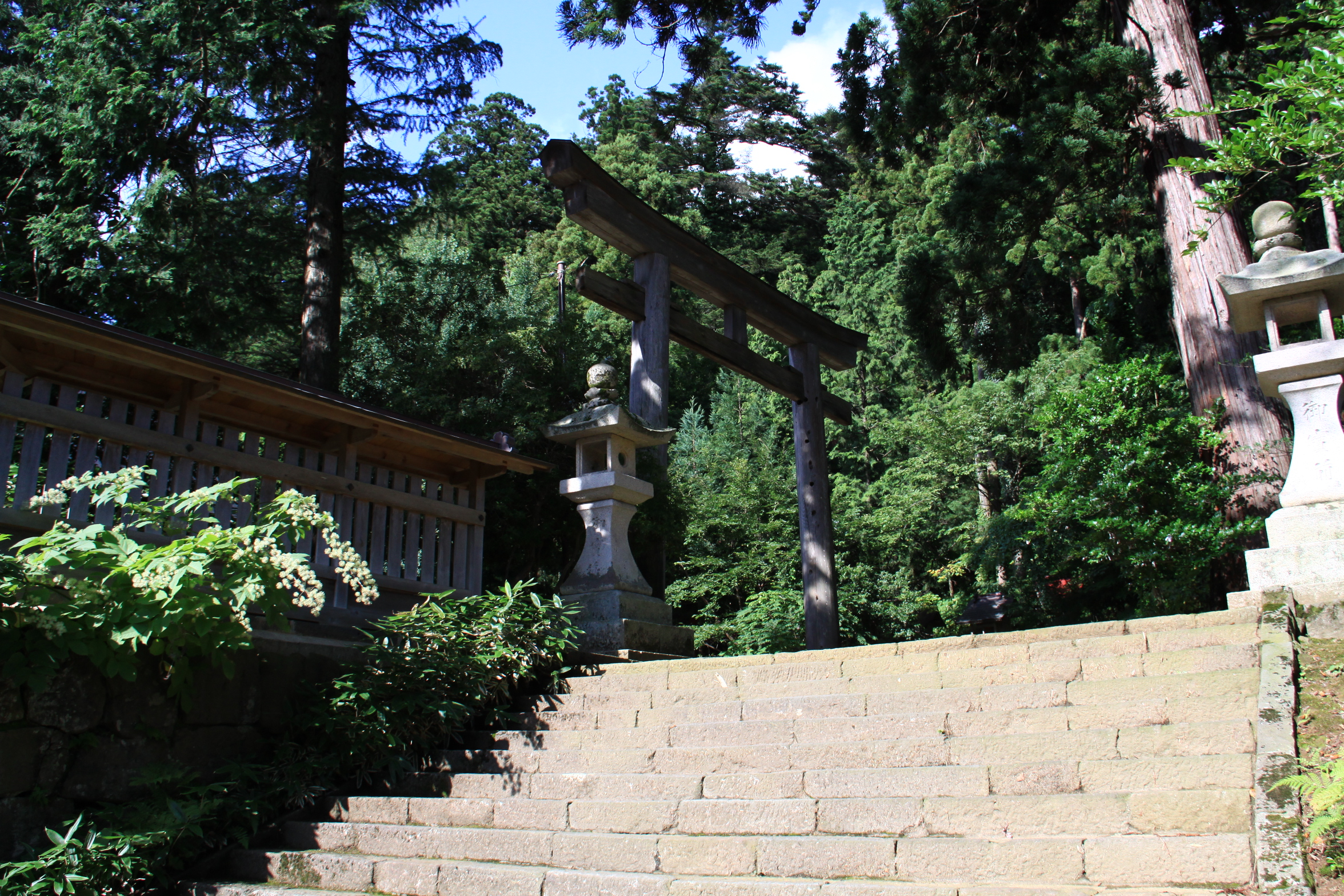
Tercer Torii
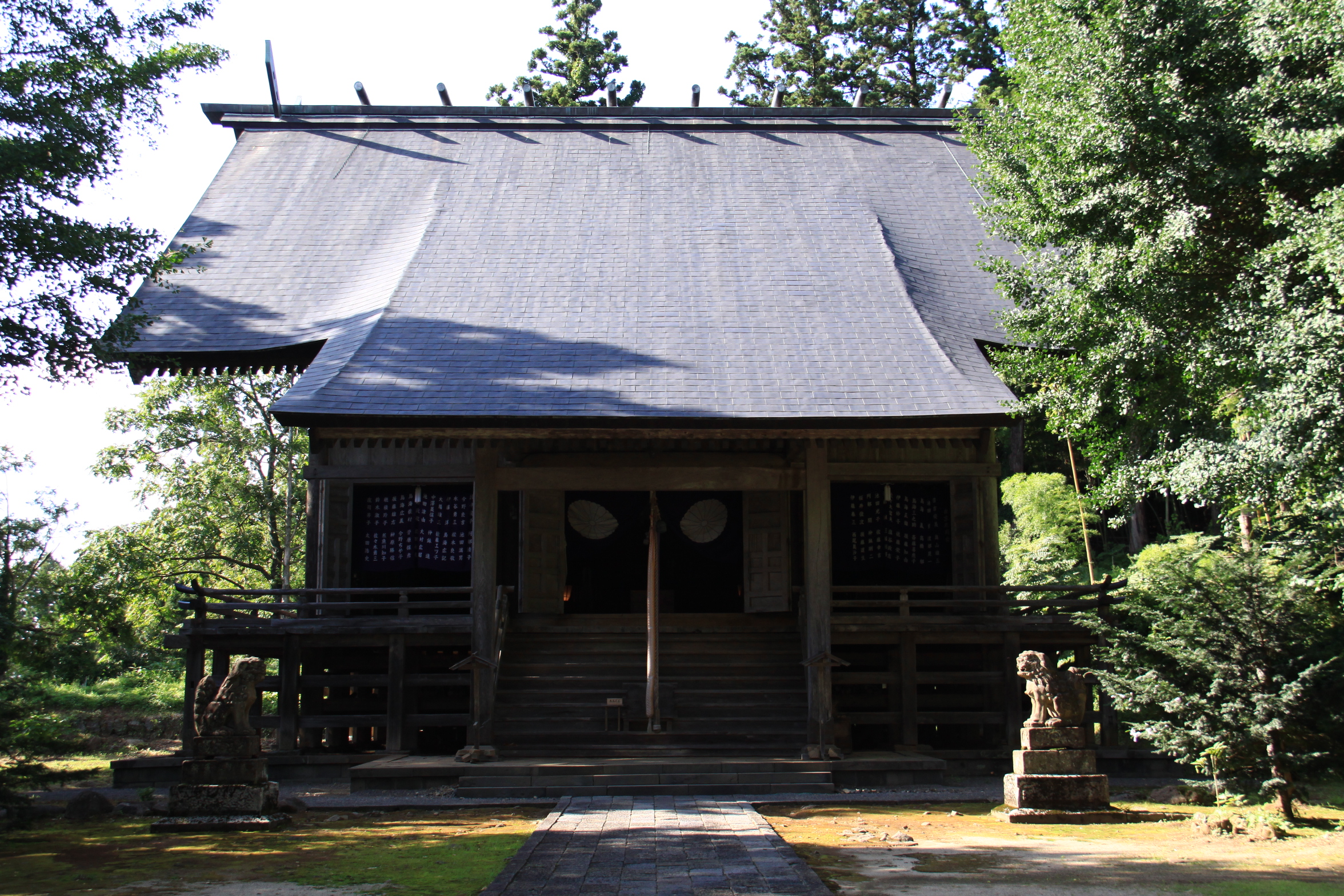
Honden